# Avengers vs. X-Men
(Slogan promozionali del crossover)
Avengers vs. X-Men, abbreviato in AvX, è un crossover in dodici parti pubblicato dalla Marvel Comics fra l'aprile e l'ottobre 2012 con cadenza bimensile. Sceneggiato dai cinque "Marvel Architects" Jason Aaron, Brian Michael Bendis, Ed Brubaker, Jonathan Hickman e Matt Fraction per i disegni di Olivier Coipel, Adam Kubert e John Romita, Jr., la trama s'incentra sul ritorno sulla Terra della Fenice per prendere possesso del suo avatar Hope Summers e della conseguente guerra fra Vendicatori e X-Men. Le ripercussioni di tale scontro daranno vita ad un nuovo status quo per l'Universo Marvel presentato col titolo di Marvel NOW!

## Storia editoriale
Accanto alla storyline principale, sceneggiata a turno da uno dei cinque ma da un soggetto comune a tutti, in cui si svolgerà la maggior parte dell'azione e dell'avanzamento della trama, importanti tie-in si trovano sulle testate regolari Avengers di Bendis (testi) e Walter Simonson (disegni), Avengers Academy di Christos Gage (testi) e Tom Grummett (disegni), New Avengers di Bendis (testi) e Mike Deodato (disegni), Secret Avengers di Rick Remender (testi) e Renato Guedes (disegni), Uncanny X-Men di Kieron Gillen (testi) con Greg Land e Daniel Acuña (disegni), Wolverine and the X-Men di Aaron (testi) con Chris Bachalo, Nick Bradshaw e Jorge Molina (disegni) e X-Men: Legacy di Gage (testi) con David Baldeon e Rafa Sandoval (disegni); per dare più spazio agli sceneggiatori e incentivare i lettori all'acquisto, molte testate sono diventate bimensili durante il crossover.
Prologo al crossover è la miniserie in quattro numeri Avengers: X-Sanction di Jeph Loeb (testi) e Ed McGuinnes (disegni) che si incentra sul ritorno nel presente di Cable deciso ad eliminare i Vendicatori colpevoli di minacciare la vita di Hope. Un mese prima dell'inizio dell'evento, uno speciale albo fuori collana mette in scena due racconti separati di Bendis e Aaron per i disegni di Frank Cho con protagoniste Scarlet e Hope al fine di introdurle nuovamente al pubblico.
Unico tie-in pubblicato sotto forma di miniserie, sceneggiato e disegnato da vari autori, è AVX: VS il cui scopo è mettere in scena e approfondire le battaglie fra un Vendicatore ed un X-Man che non si è trovato spazio per aggiungere sulla serie principale. Oltre a ciò e per la prima volta nella sua storia, la Marvel ha deciso di pubblicare un tie-in digitale scaricabile con un'apposita applicazione dal titolo Avengers vs. X-Men: Infinite sceneggiato da Mark Waid e Yves Bigherel per i disegni di Stuart Immonen, Carlo Barberi e Reilly Brown (rispettivamente per la prima, seconda e terza uscita).
L'epilogo dell'evento troverà spazio in una miniserie di cinque numeri dal titolo AVX: Consequences scritta da Gillen per i disegni di Tom Raney, Steve Kurth, Scott Eaton, Mark Brooks e Gabriel Hernandez Walta. Inoltre per mostrare la rinnovata collaborazione fra i due super-gruppi sulla testata A+X, che vedrà l'alternarsi di vari sceneggiatori e disegnatori, vengono messi in scena dei team-up composti da due membri per ciascun schieramento.
Circa un anno dopo l'inizio dell'evento, nel luglio 2013, la Marvel ha pubblicato una miniserie di quattro numeri dal titolo What If? AVX sceneggiata da Jimmy Palmiotti per i disegni di Jorge Molina e Gerardo Sandoval con l'obiettivo di ri-narrare le vicende del crossover..
Per alimentare l'aspettativa dei fan, la Marvel ha deciso di pubblicare quattro manifesti promozionali raffiguranti varie scene e/o personaggi contornati da una scritta diversa per volta. I primi tre vengono considerati gli slogan che definiscono la trama dell'atto a cui sono riferiti.
- It's Coming: viene mostrata la Fenice avvolta dalle fiamme[2].
- No More Avengers: viene mostrato il pianeta Terra a forma di "X" con alle spalle il sole che sorge[3].
- There Can Only Be One...: viene mostrato il simbolo della Fenice avvolto dalle fiamme e diverse mani che si protendono per afferrarlo[4].
- The End: viene mostrata una donna il cui viso rimane nell'ombra con indosso i vestiti di Fenice Nera[5].

## Trama

### Prologo
Giunto sul pianeta natale di Terrax, Sam Alexander dei Nova Corps viene coinvolto in uno scontro con Terrax non riuscendo ad avvertire gli abitanti di una minaccia incombente che si rivela essere la forza Fenice. Riuscito a fuggire nello spazio prima che il pianeta venga consumato dalle fiamme, Sam riprende la sua corsa disperata verso la Terra per avvertire gli eroi più potenti del suo arrivo.
Nel futuro desolato nel quale era rimasto bloccato durante Secondo avvento, Cable viene informato da Blaquesmith che i Vendicatori sono in qualche modo responsabili della morte di Hope e decide di dar vita ad un piano per sconfiggerli. Con soltanto ventiquattro ore di tempo prima di morire a causa del virus T.O. ormai incontrollabile, torna nel presente attirando Falcon in una trappola e facendo lo stesso qualche tempo dopo con Capitan America. Insospettito dall'assenza dei due, Iron Man individua il nascondiglio in cui vengono tenuti prigionieri e si scontra con Cable venendo sconfitto quando questi utilizza la tecnologia futura di una sua armatura. Preso alla sprovvista da Hulk Rosso, Cable è costretto ad infettarlo con il virus T.O. soltanto per indebolirlo ed è in questo frangente che entrano in scena Ciclope e Hope convocati da Blaquesmith con lo scopo di fermarlo perché si è spinto troppo oltre. L'arrivo di Wolverine e Uomo Ragno dà tempo ad Hope di liberare i prigionieri mentre Hulk sconfigge il virus ed insieme fanno fronte comune contro Cable, che soccombe ai loro attacchi ed al virus. Portato ad Utopia, viene salvato da Hope che utilizzando il fuoco della Fenice consuma il virus, lasciandolo però in uno stato comatoso. Attraverso un contatto telepatico, Cable informa Ciclope che Hope è Fenice ed è compito suo proteggerla quando la guerra con i Vendicatori inizierà.
A Washington D.C. Scarlet sventa il tentato omicidio di un ex-scienziato A.I.M. ordito da MODOK Superior assistita da Ms. Marvel e Donna Ragno, venendo poi accompagnata alla base dei Vendicatori dove ha un duro faccia-a-faccia con Visione, che non le perdona l'averlo utilizzato per far esplodere la villa, prima di essere cacciata via.
Su Utopia, come ogni notte Hope si prepara a lasciare l'isola per fare una ronda della città quando viene fermata da Ciclope che la prega di non mettere in pericolo la sua vita perché come messia rappresenta la speranza della razza mutante. Infastidita, Hope gli chiede di spiegarle cosa sia la Fenice, ma quando non ottiene risposta prende il volo per S.F. dove sventa una rapina della Società dei serpenti.

### Atto 1 - Sta arrivando
Precipitato infine sulla Terra, Nova si schianta a NYC riuscendo ad avvertire i Vendicatori dell'arrivo di una minaccia dallo spazio prima di entrare in coma. Dopo aver analizzato i residui di energia sulla sua divisa e seguitone la traiettoria a ritroso, Iron Man è certo che la Fenice stia puntando verso la Terra ed insieme a Capitan America parte per Washington D.C. per comunicarlo al presidente mentre ad Utopia Hope manifesta i poteri della Fenice durante un allenamento con Ciclope. Allertati i Vendicatori, compreso Wolverine a cui viene chiesto di schierarsi fra le loro file, Cap si presenta sulla spiaggia dell'isola cercando di convincere Ciclope a consegnargli la ragazza per metterla in sicurezza evitando un suo incontro con la forza cosmica che potrebbe distruggere il mondo; tuttavia vedendo la proposta come un atto di forza e rimproverandogli di non essere mai stato solidale coi mutanti durante i periodi di bisogno, Ciclope lo colpisce con un raggio ottico mandandolo a gambe all'aria e scatenando l'assalto dei Vendicatori. Portata Hope al sicuro con gli altri ragazzi, Emma Frost è in procinto di colpire telepaticamente quando viene fermata da Iron Man che la costringe nella sua forma diamantina per evitare altri shock elettrici. Grazie alle riprese televisive dello scontro Quicksilver e Scarlet ne vengono a conoscenza e mentre il primo si precipita nella mischia colpendo Magneto impegnato a lottare con Iron Man, la seconda disegna un'immagine della Fenice associata alla fine del mondo prima di spegnere la TV e allontanarsi. Riusciti ad allontanarsi senza essere notati, Wolverine e l'Uomo Ragno penetrano nel complesso abitativo trovando Hope avvolta dalle fiamme in mezzo ai corpi dei ragazzi che ha dovuto stordire perché potesse fuggire; estratti gli artigli, Wolverine non arriva neanche a sfiorarla che la ragazza gli dà fuoco prima di lasciare dall'isola.
Ripresi i sensi, e fattosi ricrescere un bel po' di pelle, Wolverine viene aggiornato dall'Uomo Ragno circa la resa incondizionata degli X-Men ed il loro probabile imprigionamento al Raft per ordine di Cap. Fiutato qualcosa di sbagliato sfodera gli artigli contro il Dr. Strange che si rivela essere Magik, avvolta da un incantesimo mascherante, la quale teleporta via tutti i mutanti dando così modo a Ciclope di formulare un piano che include l'uso di Cerebra ed il reclutamento di nuove forze alla Jean Grey School. Riusciti ad isolare cinque luoghi in cui si potrebbe trovare Hope, Cap mette insieme delle squadre di recupero proprio mentre Marvel Girl comunica le stesse coordinate agli X-Men esortandoli a sbrigarsi. In volo verso la Terra Selvaggia, Cap rimprovera a Wolverine il suo tentato omicidio ad Utopia incolpandolo di aver spaventato Hope al punto da farla fuggire; l'alterco si trasforma in lite quando Cap sferra il primo pugno e termina quando Giant-Man lo scaraventa fuori dal Quinjet in Antartide. Salvato da Hope che gli propone di andare sulla Luna per incontrare la Fenice, convinta che stavolta il suo obiettivo sia la rinascita della razza mutante e chiedendogli di ucciderla nel caso si sbagli, Wolverine accetta e la porta in una base A.I.M. dove requisiscono un razzo. Mentre Emma sfrutta Toad per accedere alla Cerebra della JGS controllando i vari scontri in giro per il mondo, Iron Man contatta Cap comunicandogli la sua intenzione di costruire un "ammazza-Fenice" (con i dati raccolti dalla squadra di Thor inviata nello spazio e ora diretta nuovamente verso la Terra) venendo però fermato nel mezzo della spiegazione quando Cap gli dice di sapere dove si trova Hope; appresa la notizia grazie alla telepatia, Emma informa Ciclope ed insieme a Namor, Colosso e Magik si teleportano sulla Luna dove trovano i Vendicatori avvertiti da Wolverine che rivela ad Hope di averla tradita per il suo bene. L'imminente scontro viene momentaneamente sospeso dallo schianto di Thor al suolo e dall'arrivo della Fenice.
Riavutisi dallo shock, i membri dei due schieramenti si attaccano a vicenda mentre la connessione fra Hope e l'uccello di fuoco si fa tanto forte da manifestarsi attraverso ondate di fuoco sempre più potenti fino a quando una di queste non spazza il campo di battaglia mettendo k.o. i combattenti. Certa di essersi sbagliata sulla sua capacità di gestire la Fenice, la ragazza prega Wolverine di ucciderla ma un raggio ottico di Ciclope gli ferma la mano il tempo necessario affinché lo scontro riprenda. Più in là in una base segreta, Iron Man e Giant-Man ultimano l'arma anti-Fenice, un gigantesco robot dotato di un cannone guidato dallo stesso Tony che dietro ordine di Cap apre il fuoco sull'uccello liberando una massiccia ondata di energia che acceca tutti, la cui eco viene avvertita fin sulla Terra da Xavier, Legione, Lei Kung e Scarlet. Compreso l'errore alla base del suo ragionamento, Hope ammette di non aver voluto congiungersi con la Fenice quando il momento era prossimo lasciando quindi che i vari frammenti di essa risultanti dal colpo sparato da Iron Man si fondessero con Ciclope, Emma, Namor, Magik e Colosso dando vita ai Cinque della Fenice. Presentatisi ai Vendicatori come Fenice, i Cinque spiegano loro come hanno intenzione di cambiare il mondo ammonendoli dal provare a fermarli.

### Atto 2 - Basta Vendicatori

I Cinque della Fenice. Disegni di Jim Cheung.

Giunto ad Utopia, dieci giorni dopo gli avvenimenti sulla Luna, Xavier viene accolto da Magneto che lo guida attraverso i corridoi sospesi e le maestose sale dell'isola spiegandogli come questa sia stata ricreata ad immagine e somiglianza dei Cinque. Incontrato Ciclope, che spiega l'opera intrapresa per rendere il mondo un posto migliore tramite il controllo del clima, la creazione di campi coltivabili, la depurazione delle acque e l'utilizzo di energia rinnovabile, Xavier si mostra titubante circa la facilità con cui tutto questo è stato reso possibile venendo però interrotto da Scott che gli comunica che il suo sogno è ormai realtà grazie a loro. In una base segreta, Cap ascolta il rapporto di Pugno d'acciaio meravigliandosi quando viene al corrente che lo scontro con la tribù di Zzzax è stato risolto da Colosso utilizzando le parole e terminato con l'accettazione da parte degli esseri elettrici di diventare la nuova fonte di energia per l'Europa dell'est. Entrato in laboratorio dove Iron Man e Wolverine studiano un piano per abbattere i Cinque, contro il parere di Pantera Nera che si mostra titubante circa le cattive intenzioni che i Vendicatori vedono nelle loro azioni, Cap assiste allo sfogo di Bestia che dà voce ai suoi dubbi sul loro operato. Mentre ad Utopia Hope fa mostra di essere ancora interessata al potere della Fenice, che Ciclope però le nega perché la considera troppo volubile, Namor, Emma, Magik e Colosso si adoperano per distruggere gli arsenali militari dei governi mondiali, come avevano anticipato ai capi di Stato durante un consiglio delle Nazioni Unite. Qualche giorno dopo, Scarlet ha una visione in cui la Fenice incenerisce i Vendicatori e contemporaneamente a K'un Lun Lei Kung si reca a far visita al vecchio curatore della biblioteca che gli racconta di Fongji e di come ci sia bisogno di Pugno d'acciaio. Convocati alla Casa Bianca, i Vendicatori ascoltano il discorso del presidente sul progresso dell'umanità basato sulla cultura della responsabilità che sembra gli X-Men non possiedano e decidono di pianificare l'estrazione di Hope da Utopia nella speranza che possa aiutarli a comprendere la Fenice. Atterrato sull'isola il gruppo guidato da Cap prende la ragazza, ma viene sorpreso da Ciclope ed Emma che facilmente li mettono al tappeto a uno a uno e solo l'apparizione inaspettata di Scarlet, i cui poteri interferiscono con la Fenice causando dolore ai suoi avatar, permette loro di fuggire con Hope che segue volontariamente la donna. Furioso con i Vendicatori per aver messo loro i bastoni fra le ruote, Ciclope dichiara che non tollererà più la loro presenza.
Controllate tutte le sedi dei Vendicatori, gli X-Men li rintracciano in un nascondiglio urbano e ingaggiano battaglia. Individuata Scarlet, Magik le si scaglia addosso ma la magia della strega è più potente e riesce a metterla al tappeto permettendo a Tony Stark di raccogliere dati preziosi sulla relazione tra i poteri della donna e la forza Fenice. Arrivata in soccorso della ragazza, Emma viene colpita in pieno volto da una freccia di Occhio di Falco, che copre la ritirata dei Vendicatori e come rappresaglia gli dà fuoco davanti ai suoi amici. Ritornata ad Utopia, Emma subisce i rimproveri di Ciclope che l'ammonisce dall'uccidere, preferendo la cattura degli avversari e facendole notare come la loro agenzia di P.R. abbia lavorato per far passare i Vendicatori alla stregua di terroristi; ricordando agli altri che non si tratta di una guerra, Ciclope si adopera per guarire Occhio di Falco prima di rinchiuderlo nel Carcere X. Rifugiatisi in Wakanda, i Vendicatori sono in attesa della formulazione di un piano da parte di Tony che però confessa a Pantera Nera di come la scienza lo abbia infine abbandonato senza alcuna idea a parte il potenziamento dell'armatura anti-Fenice con lo svantaggio che ucciderà il suo pilota. Capito il desiderio dell'amico di sacrificarsi per pilotare l'armatura al fine di espiare i sensi di colpa per aver creato i Cinque, Pantera Nera lo schiaffeggia incoraggiandolo a cercare la risposta nel regno dello spirito. Per guadagnare più tempo, dietro suggerimento di Hope, Dr. Strange formula degli incantesimi per alterare l'aspetto fisico di alcuni di loro così da farli apparire come Scarlet, unico essere che i Cinque temono perché capace di ferirli. Benché sembri funzionare all'inizio, lo stratagemma ha vita breve contro Ciclope, Emma, Magik e Colosso mentre Namor subisce gli effetti dei poteri della vera Scarlet che lo riportano su Utopia contro il suo volere. Furioso con la debole guida di Ciclope e per la cattura di Transonica, Namor viene indirizzato verso il Wakanda da un consiglio che Emma gli dà prima di baciarlo appassionatamente e, raccolto il suo esercito, scaglia giganteschi tsunami contro l'isola dichiarandole guerra. Mentre fra le strade si riversano tonnellate d'acqua che spazzano via edifici e persone, Pugno d'acciaio e Lei Kung propongono ai Vendicatori di rifugiarsi a K'un Lun e preparare una strategia ma solo Hope, Wolverine e Tony riescono a passare il portale prima che venga chiuso per impedire a Namor di attraversarlo. Riuniti i rimanenti Vendicatori, Cap li sguinzaglia contro Namor nella speranza di fermarlo ma solamente con l'intervento decisivo di Scarlet, l'atlantideo viene finalmente sconfitto. Giunti in soccorso troppo tardi, i restanti avatar della Fenice ricevono e spartiscono fra loro il frammento che risiedeva nel caduto, aumentando la loro potenza. Mentre sulla Terra Xavier ammonisce Ciclope e gli altri dal continuare sulla strada intrapresa e di fermarsi finché sono in tempo, a K'un Lun tutti i Vendicatori si rivolgono a Cap per sapere se esiste un piano in grado di risolvere la situazione ma le loro domande non ricevono risposta.

### Atto 3 - Ce ne può essere solo uno
Benché sulla Terra i Vendicatori continuino ad essere catturati dai Cinque, l'allenamento di Hope a K'un Lun prosegue senza un obiettivo preciso poiché Tony non è ancora riuscito a formulare una soluzione al loro problema. Rientrato con l'ultimo portale, Cap informa Uomo Ragno della perdita di Thor ormai rinchiuso nella prigione di Magik insieme agli altri e solo la decisione di Tempesta, che ha appreso da Pantera Nera dello scioglimento del loro matrimonio, di tradire gli X-Men fa prendere una nuova svolta agli eventi dando modo ai Vendicatori d'infiltrarsi nella prigione e liberare i loro compagni. Durante l'operazione, però, Colosso e Magik irrompono sulla scena dando modo all'Uomo Ragno di restare indietro per permettere la fuga degli altri e sfruttare la situazione a suo vantaggio: accecati dalla sete di potere, li mette l'uno contro l'altra facendo in modo che si eliminino a vicenda rafforzando però gli ultimi due avatar rimasti, ossia Emma e Ciclope. La prima, ormai in preda ad un delirio di onnipotenza tanto da farsi adorare come una dea, sfrutta la sua telepatia per punire coloro che anche involontariamente hanno causato dolore ai mutanti; il secondo riesce infine a superare le barriere protettrici della città e invadere K'un Lun dove viene attaccato da Iron Man e Pugno d'acciaio e, dopo averli sconfitti, dal drago Shao Lao cavalcato da Lei Kung e Hope che misteriosamente riesce a mimare il suo potere riuscendo a ferirlo. Tuttavia, neanche il potere del drago può nulla contro quello della Fenice e Hope ancora una volta viene difesa dai Vendicatori che si dimostrano impotenti contro Ciclope; vedendo i suoi protettori in difficoltà, improvvisamente la ragazza canalizza un nuovo potere colpendolo con il "pugno del caos" che oltre a ferirlo lo teletrasporta sulla Luna ai piedi dell'Osservatore. Ringalluzzito per la vittoria, Tony crede di aver finalmente capito la strategia per contrastare la Fenice sfruttando Hope e mentre a Utopia Magneto chiede telepaticamente l'aiuto di Xavier per fermare gli ultimi due avatar, Ciclope che anela ad avere più potere lascia la Luna con in mente un piano su come procurarsela.
Sempre più in balia della Fenice, Emma propone a Ciclope di bruciare il mondo e costruirne uno nuovo dalle sue ceneri ma viene interrotta dall'uomo che improvvisamente si ritrova sul piano psichico insieme a Xavier: il professore l'avverte che il tempo è ormai scaduto e che sarà suo compito fermarlo prima che commetta l'irreparabile. Alcune ore prima in Wisconsin gli X-Men si uniscono ai Vendicatori per porre fine alla minaccia della Fenice, rea di aver già corrotto Ciclope ed Emma, e raggiunta la spiaggia di Utopia danno il via all'ultimo scontro. Mentre Dr. Strange e Xavier costringono la mente di Ciclope a rimanere sul piano psichico, intrappolandone il corpo grazie alla magia, Emma è impegnata a far fronte in solitaria agli attacchi di Tempesta per poi cadere per mano di Hulk. Liberatosi ed assistito alla confessione di Magneto, che ha chiesto per primo l'aiuto dei Vendicatori, Ciclope gli si scaglia contro solo per venire fermato dalla magia di Scarlet. Resosi conto di necessitare di più potere si rivolta contro Emma riducendola in fin di vita e, strappatale la metà di Fenice, uccide Xavier a sangue freddo; tuttavia, incapace di gestire l'enorme potere in suo possesso, sotto gli occhi di tutti, si tramuta in Fenice Nera cominciando a devastare il pianeta. Mentre i Vendicatori sono impegnati a salvare quante più persone possibile da maremoti, eruzioni vulcaniche, oceani in fiamme e piogge di fuoco, Iron Man ricorda l'ultima riunione del gruppo a K'un Lun in cui spiegava come l'incantesimo di Scarlet avesse creato un vuoto di potere che la Fenice intendeva colmare e i due poteri fossero quindi opposti come Yin e Yang. L'arrivo, inaspettato e miracoloso, di Nova in Tibet che riesce a portare forzatamente a terra Ciclope dà l'opportunità a Scarlet di colpire Fenice Nera e a Hope di mimarne i poteri incanalandoli nello stile di combattimento di Pugno d'acciaio così da raddoppiarne l'efficacia. Stremato dal contenere la Fenice e dai colpi ricevuti, Ciclope intravede tra le fiamme che lo circondano la sagoma indistinta di Jean che lo rassicura incoraggiandolo a lasciar andare la forza che lo ha corrotto, la quale trova finalmente rifugio nel corpo di Hope elevandola al rango di Fenice Bianca. Riuscita a porre rimedio ai danni causati da Ciclope, Hope è intenzionata a trasformare il mondo in un paradiso ma Scarlet la ferma dicendole che è l'unica ad avere la forza per liberare la Fenice così da riparare all'errore da lei commesso anni prima. Toccata dalle sue parole, Hope accetta la proposta e insieme disperdono la forza cosmica in tutto il mondo permettendo l'apparizione di nuovi mutanti.
Tempo dopo, in una cella isolata in una località sconosciuta, Ciclope dichiara a Cap di non ricordare molto di quanto successo dopo un certo punto ma di assumersene comunque la responsabilità. Avendo sentito di un detenuto capace improvvisamente di vomitare acido, afferma che la comparsa di nuovi mutanti non è stata impresa facile, che ogni cambiamento richiede un sacrificio, che la Fenice porta sempre distruzione prima della rinascita e che lui aveva ragione.

### Epilogo
Fatti bersaglio del fuoco dei wakandiani, Wolverine e i suoi studenti apprendono da Tempesta che, soprattutto dopo il loro divorzio, i mutanti non sono più visti di buon occhio nel paese di Pantera Nera. Mentre Hope esprime il suo desiderio di vivere una vita normale a Scarlet e Cap, Iron Man con l'aiuto di Capitan Marvel fa irruzione in un casolare abbandonato alla ricerca di Magneto, che però riesce nuovamente a sfuggirgli. Alla JGS, Cap spiega a Wolverine che è di capitale importanza ritrovare tutti i membri della squadra estinzione a eccezione di Emma, che è già in loro custodia, e Ciclope, che è rinchiuso in una prigione speciale. Superata la rabbia che prova per l'ex-amico, Wolverine richiede un colloquio privato, in cui lo accusa di aver deliberatamente ucciso Xavier quando ha intrapreso la strada dell'estremismo nei confronti degli umani e che la possessione da parte della Fenice può aver solo accentuato i sentimenti che già provava. Inevitabilmente la discussione degenera. Wolverine estrae gli artigli per ucciderlo, ma si rende conto che questo non farebbe altro che proporre un'immagine di Ciclope come martire della sua causa e invece gli fa una proposta: la posizione degli altri membri della sua squadra che ancora non si sono consegnati in cambio di un avvocato decente che non affossi il suo processo. Quando l'altro rifiuta, Wolverine se ne va infuriato. Poco dopo, mentre Ciclope e Jake (unico altro prigioniero mutante) vengono messi in trappola da tre energumeni a cui riescono a sfuggire grazie all'addestramento ricevuto alla scuola, Kitty fa visita a Emma, irritata nei confronti di Ciclope e incredula per essere finita in prigione adesso che era impegnata a fare qualcosa di buono piuttosto che in tutti i suoi anni da criminale. Alla JGS, Magik lascia un biglietto contenente l'ubicazione di Colosso a Tempesta invitandola a consegnarlo alle autorità e in prigione Ciclope comunica a Magneto, tramite della polvere metallica, di non essere ancora pronto a evadere. Nello spazio, sul Vertice dello S.W.O.R.D., l'agente Brand comunica di nascosto a Magneto che verrà informato tempestivamente qualora la sua posizione venisse localizzata, così da avere il tempo di fuggire e questi ne approfitta per incontrare Tempesta. Dopo aver parlato con Colosso e deciso di non consegnarlo alle autorità perché profondamente segnato dalla sua esperienza con la Fenice e il tradimento della sorella, all'uscita della grotta in cui è rifugiato si ferma a parlare con Magneto, dicendogli di non considerarlo più un criminale e mostrandosi sorpresa quando l'uomo le confessa che secondo lui tale distinzione è superflua in quanto sono i tempi in cui agiscono a definire i loro ruoli. Al di sotto di Utopia, Hope incontra Namor mentre è impegnata nella ricerca di alcuni oggetti appartenuti a Cable che, ripresosi dal coma, ha lasciato l'infermeria. Ricordando gli eventi e le emozioni che lo hanno spinto a distruggere il Wakanda, Namor le confida di essersi sentito minuscolo e in balia del potere della Fenice tanto da soccombervi.
Una settimana dopo, in prigione Ciclope assiste all'omicidio di Jake. Quella sera stessa, dopo aver parlato con Wolverine (il quale gli confida che non lo ritiene responsabile della morte di Xavier e che nel dirigere la scuola s'ispira a lui), Scott contatta Magneto e dà il via all'evasione. La prigione viene distrutta e i responsabili della morte di Jake esiliati nel Limbo. L'arrivo dei Vendicatori (dopo la fuga dei mutanti, da cui Danger si sgancia per proseguire i suoi obiettivi) viene accolto dalle urla strazianti dei prigionieri schiacciati sotto le macerie e da un sfregiato direttore. Questi consegna a Wolverine un biglietto da parte dell'ex-amico che gli spiega che, mentre lui si dedicherà a dare un'istruzione ai nuovi mutanti alla JGS, il suo compito sarà d'ora in poi quello di garantire che rimangano in vita. Ritornata all'appartamento in cui abita dopo essersi trasferita in un'altra scuola, Hope riceve la visita di Cable, che le promette che continuerà a tenerla d'occhio. Alla loro base segreta, intanto, Ciclope, Magik e Magneto si preparano per ciò che accadrà dopo.

## Tie-in

### AVX: VS

Copertina edizione italiana di AVX: VS n. 1 (di 3). Disegni di Adam Kubert.

- Magneto vs. Iron Man: Iron Man. Quando appare evidente che l'armatura di Iron Man non ha nessun componente metallico, Magneto sfrutta l'ambiente circostante per sconfiggere l'avversario. Ripresosi Iron Man incanala il magnetismo di Giove nella sua armatura attraverso una rete satellitare, facendone accusare il colpo a Magneto prima che questi la smantelli e incanali in magnetismo di diversi pianeti riuscendo a sopraffare l'altro. Smesso improvvisamente di combattere perché avvertita la distruzione di uno di essi da parte della Fenice, Magneto lascia ad Iron Man campo libero per assestare il colpo della vittoria[10].
- Namor vs. Cosa: Cosa. Benché avvantaggiato dall'ambiente sottomarino Namor non riesce ad avere la meglio sulla Cosa che, sfruttando la sua forza e resistenza superiore, assesta dei buoni colpi. Grazie alla comparsa di un mostruoso lofiforme, la Cosa ne spezza le zanne inchiodando Namor sul fondale, lasciandolo sconfitto e inerme[10].
- Capitan America vs. Gambit: Capitan America. Nella Terra Selvaggia alla ricerca di Hope, Cap viene preso in trappola da Gambit che sfrutta i suoi poteri per caricare e far esplodere prima il suo scudo e poi la sua piastra pettorale. Resistito all'esplosione e benché sfiancato, Cap assesta un destro a Gambit facendolo svenire[11].
- Uomo Ragno vs. Colosso: Colosso. In Latveria, Uomo Ragno cerca di fermare Colosso accecandolo, intrappolandolo e rallentandolo con le sue ragnatele ma i suoi sforzi si rivelano inutili contro il potere inarrestabile concesso da Cyttorak all'X-Man. Interrotto da Daredevil che lo informa che Hope non si trova lì, Uomo Ragno abbandona il campo[11].
- Cosa vs. Colosso: Colosso. Sul lato blu della Luna (unico luogo del satellite in cui c'è ossigeno), Hulk Rosso scaraventa Colosso fra le braccia della Cosa che comincia a pestarlo per fargli perdere i sensi ma ben presto si accorge che è impossibile fermarlo. Sfruttando il potere di Cyttorak, che anela a sempre maggiore distruzione, l'X-Man assesta dei buoni colpi ma in un impeto d'ira la Cosa gli si scaglia contro e i due finiscono sulla superficie lunare dove in breve tempo Colosso ha la meglio perché non necessita più di respirare[12].
- Vedova Nera vs. Magik: Magik. Vedova Nera cerca di far arrendere Magik senza usare le maniere forti, ma quest'ultima la teleporta nel Limbo venendo però trascinata a sua volta da una fune lanciata dalla Vendicatrice. Le due iniziano così uno scontro fisico in cui Magik ha la peggio finché l'arrivo dei demoni e la rivelazione che la Vedova è pronta a morire per la causa, a differenza sua, non la costringe a riportarle sulla Luna dove l'avversaria crede di aver vinto lo scontro finché non viene trafitta dalla sua spada dell'anima, facendola svenire[12].
- Daredevil vs. Psylocke: pareggio. Infuriata per il mancato aiuto dei Vendicatori nel corso degli anni, Psylocke si assume il compito di cacciare Devil e utilizza le strategie ninja apprese dalla Mano per riuscirci. Benché all'inizio sembri prevalere, l'utilizzo della telepatia sull'avversario le procura un violento feedback negativo dando modo al Vendicatore di passare in vantaggio e defilarsi per tenderle un'imboscata. La forza del colpo che le sferra, unita ad una distrazione, fa precipitare la mutante dal palazzo e Devil è costretto a soccorrerla lanciandosi dietro di lei per poi sfondare una finestra mettendo entrambi al sicuro. Ripresasi, Psylocke è pronta a sferrare il colpo di grazia con le sue lame psichiche ma Devil si libera e, prima di fuggire, mette in dubbio il fine ultimo per cui combatte domandandole cosa veramente voglia[13].
- Thor vs. Emma Frost: Emma Frost. Parlandole da lontano, Thor cerca di far desistere Emma dallo scontrarsi con lui ricordandole di essere un dio ma la donna non desiste ed anzi cerca di piegarlo usando la telepatia. Oltraggiato dalla violazione della sua mente, il Vendicatore approfitta dello shock telepatico subito dall'avversaria al contatto con una mente divina per colpirla con Mjolnir e stordirla con un fulmine. Ripresasi, Emma afferra il martello prima che la raggiunga di nuovo e lo stuzzica verbalmente con accenni sulla sua eventuale sottomissione fra le lenzuola se lei dovesse catturarlo. Infuriato, Thor la colpisce violentemente frantumando il suo corpo di diamante e spedendone gran parte in orbita ma si accorge solo all'ultimo della ricaduta dei frammenti che lo colpiscono trapassandolo. Ricompostasi grazie al potere della Fenice, Emma riesce ad avere la meglio ma si allontana insoddisfatta dallo sconfitto[13].
- Occhio di Falco vs. Angelo: Occhio di Falco. Impegnato a nascondersi fra la boscaglia innevata allo sguardo di Angelo, Occhio di Falco decide infine di attaccare rivelando così la sua posizione. Sfruttando le sue taglienti piume metalliche, Angelo riesce ad avere inizialmente la meglio ma l'astuzia di Occhio di Falco fa sì che il combattimento si riduca ad una zuffa che termina con l'entrata in scena di Psylocke. Sotto minaccia di una freccia, e incapace di utilizzare la telepatia perché il Vendicatore è schermato, Psylocke diventa il motivo per cui Angelo decide di arrendersi ma ciò non ferma Occhio di Falco dal scagliargli contro una freccia prima di fuggire. Più tardi, in un letto dell'infermeria di Utopia, Angelo racconta ad Emma dell'accaduto e la donna gli promette che il conto con il Vendicatore è lontano dall'esser saldato[14].
- Pantera Nera vs. Tempesta: non ci sono vincitori. Con un singolo fulmine, lo scontro fra i due coniugi ha inizio e mentre Tempesta pensa che sarebbe potuta essere felice in Wakanda al fianco del marito e di eventuali figli, Pantera rimpiange le sue scelte ritenendo una fortuna non aver mai avuto figli. Sfruttando la tecnologia, il Vendicatore riesce a bloccare i poteri della moglie riducendo lo scontro ad una scazzottata che culmina con un bacio finale, prologo del definitivo addio sancito dall'abbandono dell'anello nuziale da parte di Tempesta prima di lasciare il paese[14].
- Scarlet vs. Hope: Hope. Nella città di K'un Lun, Hope accusa Scarlet di averle rovinato la vita e ne mima i poteri cercando di sconfiggerla. Tuttavia, la natura mutabile di tali poteri fa sì che lo scontro fra le due non giunga ad una conclusione e arrivi a livello fisico quando la giovane rompe il naso della Vendicatrice. L'intervento di Cap sembra porre fine allo scontro, ma prendendo di sorpresa Scarlet, Hope le sferra un sinistro riuscendo a metterla k.o.[15]
- Ciclope vs. Capitan America: Capitan America. I due leader si rinfacciano ironicamente le passate scelte di costumi, nomi di battaglia e interessi amorosi fin quando Cap non parla di Jean Grey facendo scappare via Ciclope[15].
- Box, Dr. Nemesis, Kavita Rao, Broo vs. Giant-Man, Bestia, Leonardo da Vinci, Iron Man, Pantera Nera: non ne abbiamo idea! I team scientifici di entrambi gli schieramenti si azzuffano in un laboratorio, declamando teorie scientifiche e brandendo ampolle di liquidi esplosivi[15].
- Capitan America vs. Havok: Havok (perché l'X-Office ha editato la testata). Havok colpisce Cap con i suoi raggi al plasma[15].
- Hulk Rosso vs. Domino: Domino. Sorpresa da Hulk, Domino colpisce con un martello i numerosi punti di connessione nervosa sulla cute del Vendicatore riuscendo a metterlo k.o.[15]
- Toad vs. Jarvis: Jarvis. Inviato da Emma Frost alla Torre dei Vendicatori per sottrarne i computer, Toad viene rimproverato da Jarvis per il suo modo di lavare i pavimenti e quando questo lo attacca, il maggiordomo lo scaglia fuori dalla finestra[15].
- Donna Ragno vs. X-Women (Emma Frost, Tempesta, Psylocke): Tu! In viaggio verso lo scontro, Occhio di Falco immagina Donna Ragno impegnata in combattimenti sensuali con ciascuna delle X-Women. Svegliato da Cap, Occhio di Falco afferma di detestare il suo lavoro certe volte[15].
- Pugno d'acciaio vs. Uomo Ghiaccio: Uomo Ghiaccio. In cima ad un grattacielo Pugno d'acciaio riduce in pezzi Uomo Ghiaccio dicendogli di non aver provato gioia sconfiggendolo e proprio quando è in procinto di andarsene scoppia un temporale che l'X-Man sfrutta trasformando le gocce di pioggia in pugni di ghiaccio sempre più grandi che riescono ad atterrare il Vendicatore. Dopo aver deciso di non arrestarlo, Uomo Ghiaccio lo lascia a terra affermando che se tutto dovesse andare a rotoli, un po' di Kung fu potrebbe tornare utile[15].
- Squirrel Girl vs. Pixie: tira i dadi per scoprirlo! Le due ragazze giocano con pupazzi in miniatura di Vendicatori ed X-Men finché Cosa non li sequestra dicendo che sono stati creati dal Burattinaio con la sua argilla speciale. Il giorno dopo le due leggono incredule dello scoppio della guerra fra i super-gruppi[15].

### Avengers vs. X-Men: Infinite
Sam Alexander, il nuovo Nova, si dirige verso la Terra a velocità supersonica per avvertire i Vendicatori dell'arrivo della Fenice prima che questa raggiunga il pianeta. Tuttavia a causa della poca esperienza perde il controllo dei suoi poteri appena entrato nell'atmosfera precipitando e schiantandosi a NYC, riuscendo però ad avvertire i Vendicatori dell'arrivo di una ignota minaccia dallo spazio prima di entrare in coma.
Tormentato dalla telepatia, Ciclope si teleporta sul lato blu della Luna dove Jean si era suicidata anni prima e avvertendo ancora più forte il senso di perdita decide di utilizzare alcune pietre lunari per ricomporne il corpo animandola attraverso i suoi ricordi. Cercando di placare i dubbi che lo tormentano, Jean gli confida che la grandiosità del potere della Fenice facilmente porta il suo possessore a perdere il senso della prospettiva allontanandolo dai concetti umani di bene e male. Distrutta la copia dell'ex-moglie, Ciclope giura a sé stesso di esercitare un controllo maggiore prima di tornare ad Utopia.
Riuscito a costruire una macchina capace di mostrare in tempo reale i vari scenari degli scontri fra i Vendicatori e i Cinque della Fenice, Tony chiede a Scarlet di lanciare uno dei suoi incantesimi per alterare le probabilità facendo così avviare il sistema. Benché alla fine le tre opzioni più possibili (Ciclope contro Thor, Iron Man e Wolverine) volgano sempre in favore degli X-Men, l'improvviso arrivo di Hope nel laboratorio permette a Scarlet d'inserirla fra le probabilità alterando lo scenario in loro favore per la prima volta. Finalmente più tranquillo, Tony afferma che d'ora in poi Hope sarà il piano.

### Avengers
A seguito della sconfitta di Norman Osborn e degli Oscuri Vendicatori, responsabili di aver rubato i segreti dei poteri dei Vendicatori, Noh-Varr localizza una base dell'A.I.M. in cui si sono rifugiati gli scienziati sfuggiti all'arresto. Spossato per il peso della sua carica di direttore dello S.H.I.E.L.D. e dal biasimo dell'opinione pubblica per le sue decisioni, Capitan America dà il via libera alla missione riuscendo a catturare la leader di A.I.M. Monica Rappaccini ed i suoi scienziati ma fallendo nel recuperare i segreti in loro possesso. Tornati alla base, Noh riceve un messaggio dalla Suprema Intelligenza dell'impero Kree che lo informa del viaggio della Fenice verso la Terra e che la sua missione consiste nell'intercettarla e contenerla anche a costo della vita dei suoi compagni. Immerso nei ricordi dell'addio dato alla sua fidanzata Annie, Noh viene riportato alla realtà dallo sfogo di Bestia contro la Fenice e la loro incapacità di contattare la Terra che li costringe a rimanere bloccati su Hala. Rifatti per l'ennesima volta i calcoli, Noh trova una piccola variabile nel martello di Thor capace di legare a sé l'energia della Fenice e rimessa in orbita l'astronave intercettano nuovamente l'uccello di fuoco mettendolo contro il martello di Thor associato alla cella di contenimento di Bestia: benché all'inizio si riesca a catturare un po' dell'energia, la Fenice è in ultimo in grado di spazzare via l'avversario e proseguire sulla sua rotta. Raccolti parecchi dati, War Machine propone di ritornare sulla Terra per farli analizzare ma l'intero gruppo viene stordito da Noh che esegue il volere della Suprema Intelligenza di portare la Fenice su Hala. Sottratta la banca dati, la consegna alla Suprema Intelligenza che decide di utilizzarla per soggiogare la Fenice facendogli così capire che il destino e la protezione della Terra non sono più di loro interesse. Accortosi dell'errore commesso, Noh si scaglia contro i Kree riuscendo a rientrare in possesso dei dati poco prima che i Vendicatori entrino in scena accusandolo di averli traditi ed abbandonati sul Quinjet in rotta di collisione con una stella. Dopo un acceso confronto in cui viene bandito dal gruppo e dalla Terra, Noh si ritrova contro anche gli stessi Kree che lo accusano di tradimento per aver colpito la Suprema Intelligenza e lo condannano a morte. Privato delle sue Nega-Bande, finge il suicidio prima di imbarcarsi su un'astronave e lasciare il pianeta.
Red Hulk, rendendosi conto di dover portare a termine una missione che Cap non può e Wolverine non vuole, s'infiltra ad Utopia per uccidere Ciclope. Evitati tutti i mutanti presenti sull'isola e raggiunto il suo obiettivo, viene però fermato dall'intervento di Emma Frost che prendendo il controllo del suo corpo lo obbliga quasi a tagliarsi la gola. Attirati dal trambusto, Ciclope, Magneto e Magik riescono a sopraffarlo e lo rimandano dai Vendicatori dopo averne marchiato il petto con una X. Resosi conto dell'incapacità degli X-Men di uccidere per raggiungere il loro obiettivo, Red Hulk dichiara che hanno già perso la guerra.
Avendo intuito che il loro punto debole risiede nella mancanza di telepati che possano aiutarli ad anticipare le mosse degli X-Men, Donna Ragno propone agli altri Vendicatori di cercare fra le loro file il candidato adatto ma si scontra con l'ostacolo che le mette davanti Tony: i migliori sono tutti mutanti. Dopo una breve riflessione Cap annuncia di aver trovato la soluzione, attirandosi gli sguardi furiosi di Wolverine, e mettono insieme un piano per eliminare Rachel Grey dalla scacchiera (poiché insieme ad Emma rappresenta il pericolo maggiore per la violazione delle loro menti). Attiratala con l'inganno a Chaparanga, la trappola dei Vendicatori salta subito dopo l'entrata in scena di Namor e degli X-Men che mettono a ferro e fuoco il posto dando il tempo a Rachel di raggiungere Hope e Vedova nera impegnate nella fuga. Tuttavia, Hope si rivela essere un costrutto telepatico di Xavier che cerca di ragionare con la ragazza e farle capire le scelte sbagliate di Ciclope ma quando questa lo accusa di essere un traditore non ha altra scelta se non rendere incoscienti tutti i combattenti e terminare lo scontro. Unica rimasta sveglia, Donna Ragno cerca di ragionare con lui per farlo rimanere dalla loro parte ma Xavier riconosce l'errore di essersi schierato e, dopo aver cancellato a tutti la memoria della scontro, sparisce.
Mentre gli eroi sono impegnati a combattersi a vicenda, in un magazzino S.H.I.E.L.D. che custodisce i robot usati dal Teschio Rosso durante l'attacco terroristico a Washington D.C. Mister Negativo e i suoi scagnozzi si scontrano con Occhio di Falco e Donna Ragno per il loro possesso. Durante il combattimento, Jessica mette in chiaro che non apprezza la passata relazione fra Clint e Scarlet e parla dei suoi dubbi sulla loro, resasi però conto della sua irragionevolezza si calma prima che arrivino Cap, Thor e Iron Man che domandano loro come abbiano saputo del raid di Mister Negativo a cui Jessica risponde che è stata una soffiata di Madame Hydra, la quale a sua volta è impegnata a razziare un altro magazzino mentre i Vendicatori sono impegnati altrove.

### Avengers Academy
Dopo lo scoppio della guerra con gli X-Men, i Vendicatori con l'aiuto di Wolverine portano all'Accademia dei Vendicatori i ragazzi residenti su Utopia in modo da tenerli fuori dallo scontro. Per tenere a bada la tensione, Ercole organizza una competizione sportiva fra i ragazzi ma Velocidad fa notare come si stia ignorando la scomparsa di Hope e la caccia che i Vendicatori le danno. Letto del suo passato nei fascicoli degli X-Men e pur non conservandone il ricordo, Sebastian Shaw viene ancora considerato una minaccia e rinchiuso in una cella speciale dalla quale riesce però ad evadere sfruttando l'energia cinetica accumulata colpendosi con dei libri. Preoccupati per l'incolumità dei ragazzi, Box, Ercole e Tigra danno separatamente la caccia a Shaw venendo però sconfitti; nel frattempo X-23 raccoglie informazioni per cercare di capire da che parte schierarsi nello scontro fra i ragazzi di Utopia e quelli dell'Accademia. Nel momento in cui appare la Sentinella di Juston Seyfert con il proposito di impedire l'inevitabile scontro, i giovani X-Men gli si scagliano contro oltraggiati dalla sua presenza e solo l'intervento di X-23 che intima a Juston di portarla via riesce a fermare il tutto. Convinta che sia sbagliato impedire ai mutanti di lasciare l'Accademia, X viene interrotta dall'arrivo di Shaw che da inizio ad uno scontro tra gli studenti risoltosi quando Finesse legge nel linguaggio del suo corpo la volontà di far scappare i giovani X-Men invece di ucciderli. Ripreso il discorso in presenza degli insegnanti, X viene appoggiata anche dagli studenti dell'Accademia che riescono a convincere Tigra ad inscenare un falso combattimento per le telecamere di sorveglianza (in quanto non possono apertamente dimostrare di essere d'accordo a lasciare andare i ragazzi) al termine del quale Shaw se ne va per la propria strada mentre gli X-studenti si teleportano via con l'aiuto di Pixie lasciando indietro Loa che ha deciso di restare all'Accademia.
Seguendo il suo programma di smantellamento Sentinelle, Emma si reca all'Accademia per eliminare quella di Juston che però le spiega come l'installazione di nuove direttive abbia ormai prevalso su quella principale di distruggere tutti i mutanti. Purtroppo, percependo l'immenso potere della Fenice che dimora nella donna, la Sentinella comincia ad attaccarla per proteggere il suo amico dando così modo ad Emma di ritirare la sua proposta di azzerargli la memoria che non era piaciuta a Juston. Accorsi in suo aiuto, i ragazzi dell'Accademia escono perdenti dallo scontro e l'unità centrale della Sentinella viene fusa dal fuoco della Fenice prima che Emma decida di andarsene. Tuttavia l'intervento di Quicksilver che, sfruttando la sua velocità, è riuscito a scambiare l'unità centrale con quella di un prototipo senza farsi notare ha permesso la ricostruzione della Sentinella con la stessa "personalità" di prima. Impensieriti dall'escalation della guerra fra Vendicatori ed X-Men, Tigra e Giant-Man decidono di chiudere l'Accademia e rimandare i ragazzi a casa o dar loro abbastanza soldi da ricominciare altrove.

### New Avengers
Disperato per la scomparsa di moglie e figlia, Luke Cage viene interrotto nel mezzo del suo appello davanti alle telecamere fuori dalla villa dei Vendicatori proprio dall'arrivo di Jessica e di Squirrel Girl con in braccio la piccola. Scusatasi per la sua fuga, dovuta alle minacce di Osborn rivolte contro la figlia, Jessica chiede a Luke di lasciare i Vendicatori e partire insieme ma lui le risponde che non saranno mai al sicuro in nessun posto. La discussione viene interrotta dalla riunione con Capitan America che informa tutti i Vendicatori del prossimo arrivo della Fenice sulla Terra e dei suoi piani per intercettarla nello spazio e prendere in custodia Hope dagli X-Men. Consapevole dello spiccato senso del dovere del marito, Jessica prende la figlia e abbandona la villa mentre Luke si dirige ad Utopia
Secoli prima, Yu-Ti Nu-An era ossessionato da un incubo in cui un dragone e la Fenice si scontravano alla presenza di una ragazza dai capelli rossi prima di fondersi con essa. Preoccupato, consultò una pozza per divinazione scoprendo che l'uccello di fuoco arrivava dalle stelle e mentre i sogni si facevano via via più frequenti cominciò a camminare fra la gente di K'un Lun trovando infine la ragazza della profezia. Scoperto che i tratti somatici di Fongji erano il frutto di un accoppiamento fra una donna di K'un Lun ed un uomo della Terra, diede ordine a Lei Kung di portarla al tempio e cominciare il suo addestramento per diventare il prossimo Pugno d'acciaio. Nel presente, mentre Lei Kung legge i resoconti della vicenda tenuti segreti fino al ritorno dell'uccello di fuoco, Nu-An gli confida che sarà lui ad istruire Pugno d'acciaio su cosa fare. Secoli addietro, Leonardo Da Vinci accetta di raggiungere K'un Lun per investigare la visione di Nu-An entrando in contatto con Fongji quando manifesta l'alone infuocato della Fenice durante un addestramento con Lei Kung. Incuriosito, Leonardo fa costruire un telescopio con il quale scrutare il cielo per scorgere l'uccello di fuoco, pochi giorni prima che la ragazza venga portata dinanzi alla caverna dei drago Shao Lao che dovrà sconfiggere per diventare Pugno d'acciaio. Due giorni dopo Fongji riemerge vittoriosa e le prime parole che pronuncia sono sinceri ringraziamenti per il suo maestro; quella stessa sera Leonardo utilizzando il telescopio scorge la Fenice poco oltre la Luna. Giunta sulla Terra, la Fenice si scontra con la manifestazione del potere del drago in mano a Fongji fino a quando i due non si fondono all'interno della ragazza facendola diventare un avatar della forza cosmica. Dichiarato che il mondo non è ancora pronto, Fongji decide di lasciarsi tutto alle spalle e dopo aver salutato Yu-Ti e Da Vinci parte alla volta delle stelle. Conclusa la storia, nel presente Pugno d'acciaio e Hope discutono sul suo significato prima che il nuovo Yu-Ti porti la ragazza alla pozza della divinazione dove nell'acqua scorge il riflesso di un ragno e, compreso che il prossimo passo nella sua istruzione dovrà essere guidato dall'Uomo Ragno, Yu-Ti l'accompagna da lui; benché all'inizio sconcertato, questi le spiega come prima e unica lezione che da grandi poteri derivano grandi responsabilità, soprattutto per persone come loro.
Nel Carcere X, al di sotto di Utopia, Donna Ragno, Occhio di Falco e Luke Cage sono rinchiusi separatamente e sorvegliati da Warpath aiutato dalle Naiadi che neutralizzano i poteri dei Vendicatori. Riuscita con l'inganno a fuggire dalla sua cella, Donna Ragno corre a liberare Occhio di Falco e poi Luke per poi darsi alla fuga fino al molo dell'isola scontrandosi e sconfiggendo diversi X-Men e perfino i Cinque della Fenice. Riusciti a impossessarsi di un motoscafo e allontanatisi dalla costa, i tre vengono avvolti da un bagliore risvegliandosi all'interno di camere di contenimento sotto il controllo di Danger che spiega loro di come siano imprigionati all'interno di una realtà virtuale nella quale sono costretti a ripetere la loro infruttuosa fuga poiché è questo ciò che più desiderano.
Certo di poter far cambiare idea a Namor e fargli porre fine al conflitto, Cap convoca ancora una volta gli Illuminati benché al loro arrivo ciascuno di loro gli ripeta che il re di Atlantide non si presenterà. Durante l'attesa i pensieri di tutti convergono nell'ammettere che la colpa di tutto ciò potrebbe essere dell'educazione dei mutanti ricevuta alla scuola di Xavier facendo sì che la rabbia, la frustrazione e il rimpianto facciano andare via il telepate. Prima di allontanarsi anche lui, Mr. Fantastic fa notare a Cap e Tony come ci siano sempre più prospettive per vedere le cose, e che l'operato degli X-Men non è tanto deprecabile poiché impegnati nella risoluzione dei problemi che affliggevano il pianeta da molti anni; lasciando la sala, infine, commenta di come è possibile che i Vendicatori siano spaventati dal non avere un ruolo in questa nuova utopia che i mutanti stanno realizzando. Andati via anche Tony e Dr. Strange, Cap riceve la visita di Namor felice di scoprire che non si trattava di un'imboscata. Benché cerchi di convincerlo a desistere, Namor fa notare a Cap di come ormai sia tutto inutile e solo il rispetto che gli porta lo hanno fatto desistere dal toglierli la vita.
Impegnati ad allontanare la prigioniera Emma Frost da San Francisco, Devil e Luke discutono della vita di un Vendicatore e di come questa interferisca con la famiglia, quando il camion viene attaccato da un gruppo di Purificatori intenzionati ad uccidere la donna. Riusciti a farli sbandare fuori strada, i nemici coinvolgono nello scontro anche i Vendicatori perché ai loro occhi sono dei simpatizzanti della razza mutante. Approfittando della distrazione di Luke, Devil, Mimo e Cosa, Emma tenta la fuga ma viene stordita perdendosi il resto dello scontro e la vittoria dei suoi carcerieri. Dopo l'arrivo dei rinforzi, Luke, che mentre veniva colpito a ripetizione da una mitragliatrice aveva ricordato Jessica e la figlia, decide di abbandonare i Vendicatori e tornare dalla sua famiglia.

### Secret Avengers
Nello spazio, Bestia e Capitan Bretagna finiscono di mettere a punto una speciale cella di contenimento per la Fenice che purtroppo non riescono ad utilizzare fino in fondo a causa della sconfitta prima di War Machine e poi di Cap che fungono da matrice energetica. Sul punto di essere annientati si mostrano sorpresi quando la Fenice cambia rotta, ignari che un gruppo di preti Kree utilizza una scheggia del Cristallo M'Kraan per attirare l'entità riuscendo così a resuscitare Capitan Marvel. Raggiunta Hala, Ms. Marvel e Protettore si alleano con Capitan Marvel attaccando il Quinjet per rapire Valchiria, War Machine e Cap con lo scopo di giustiziarli accusandoli di aver invaso il pianeta. Riuscito a scampare alla distruzione della nave assieme a Bestia e Thor, Visione capta una trasmissione ipnotica nell'etere del pianeta che suggerisce al popolo Kree di vedere l'arrivo della Fenice come una benedizione con la quale solo i degni riprenderanno il corso dell'evoluzione. Il trio cerca quindi di liberare dal controllo mentale quante più persone possibili per farle fuggire, grazie alla tecnologia di Visione, ma vengono in pochi minuti sconfitti da Capitan Marvel ribattezzato nuovo eroe Kree redento del suo passato al fianco degli umani. Ripreso i sensi, Visione riesce a liberare Capitan Marvel, Ms. Marvel e Protettore dal controllo mentale (che affliggeva anche coloro che erano potenziati da energia Kree) e recuperati gli ostaggi si dirigono nell'abitazione di alcuni lontani parenti di Mar-Vell dotati dei poteri mentali capaci di assoggettare tutto il pianeta, il cui piano è quello di riportare in auge il nome Mar-Vell caduto in disgrazia dopo le azioni del suo antenato. Ucciso il figlio, colui che emetteva le onde ipnotiche, il padre rimane in vita giusto il tempo di vedere l'arrivo dei Vendicatori prima di suicidarsi sicuro che l'arrivo della Fenice porterà l'evoluzione. Prossimi alla fine, Bestia chiede a Ms. Marvel di utilizzare i poteri di Binary e contrapporsi al nemico ma anche con l'aiuto di Thor i suoi sforzi si rivelano vani lasciando così sacrificare Capitan Marvel che, restituendo la porzione di Fenice che gli ha permesso di ritornare in vita, salva il pianeta. In rotta per ritornare sulla Terra mentre Carol si domanda se non sia meglio utilizzare il nome di "Capitan Marvel" per ispirare la gente comune, su un pianeta deserto dei viticci rigogliosi fuoriescono dal terreno avvolgendo il corpo senza vita di Mar-Vell.

### Uncanny X-Men
Informato dal Dr. Nemesis che l'ultima emanazione energetica di Hope verrà sicuramente notata perché diversa dalle altre, Ciclope prepara la squadra estinzione per difenderla mentre nel Carcere X l'alieno Unit ricorda alla ragazza di essere artefice del proprio destino. Dopo l'inizio dello scontro fra Vendicatori ed X-Men, vicino al pilastro sottomarino che sostiene Utopia, Hulk Rosso e Colosso si affrontano brutalmente fino a quando il secondo comprende che le eco dei loro colpi compromettono l'integrità della struttura e decide di lasciarsi sconfiggere dal nemico smorzando la furia del Fenomeno (poiché per Cyttorak non è importante a chi appartiene il sangue versato in suo nome). Avvertito da Danger della fuga di Hope, Ciclope le ordina di attivare il "protocollo Vendicatori" che consiste in un comunicato stampa in cui si avverte l'umanità che pagheranno per le azioni dei Vendicatori.
Dopo la fuga da Utopia Ciclope organizza gli X-Men in piccole squadre da inviare nei cinque luoghi in cui potrebbe essere Hope, mettendo insieme Namor, Hepzibah e Sunspot per la spedizione a Tabula Rasa. Giunti sul posto, i tre si scontrano con Luke Cage, She-Hulk e Cosa sotto lo sguardo attento dell'indigeno Apice-Buono che vede nel violento scontro fra Namor e Cosa la lotta per il diritto di accoppiamento. Presi in contropiede i due sospendono le ostilità dando così l'opportunità a Magik di teleportarlo via ed insieme ad Emma, Ciclope e Colosso dirigersi sulla Luna. Sulla Terra, intanto, Magneto stecca il braccio rotto di Psylocke e i due si riuniscono a Tempesta e Dr. Nemesis in uno dei punti di raccolta, brindando ai cinque che sono andati a combattere. A Utopia, Pixie, Primal, Velocidad e Transonica entrano in contatto con Unit che racconta loro di come solitamente l'avatar della Fenice si circondi di cinque accoliti prima di dare il via alla "purificazione" col fuoco di un pianeta. Interrotti dall'arrivo di Danger, sotto controllo dell'androide, che li mette fuori combattimento uno a uno, vengono lasciati sulla spiaggia senza memoria degli ultimi avvenimenti proprio mentre sulla Luna nascono i Cinque della Fenice.
Sotto la superficie terrestre, sfruttando i motori della creazione del Celestiale Dormiente, Sinistro ha costruito una personale replica di Londra popolata dalla sua specie in cui ogni individuo ha uno scopo ed anche colui che incarna la ribellione al sistema ne fa inconsciamente parte. Poiché parzialmente artefice della trasformazione dei cinque X-Men in avatar della Fenice, avendo instillato il seme del dubbio in Hope, si prepara al loro arrivo schierando sei cloni dell'"originale" Madelyne Pryor.
Durante un breefing della squadra estinzione, Emma informa gli altri della minaccia rappresentata da Sinistro e si mette alla ricerca della sua dimora riuscendo a scovarla nel sottosuolo di Anchorage, in Alaska, dove Ciclope ha trascorso gran parte della sua infanzia. Lasciati indietro Magneto, Tempesta, Psylocke e Danger, i Cinque della Fenice attraversano il Seggio Coraggioso di Magik entrando nella Londra Sinistra e venendo subito attaccati dalla sua popolazione piegata al volere della mente principale. Sfruttando diversi stratagemmi basati sui cloni a sua disposizione, come un cannone ad energia ottica di Ciclope, una Krakoa come sistema di difesa del suo castello, numerosi Gambit e Cannonball come bombe umane e infine le sei Madelyne come nuovo ricettacolo per la Fenice, Sinistro riesce a catturare i Cinque. Venuti a conoscenza del fallimento dei loro compagni, i quattro X-Men lasciati ad Utopia s'infiltrano a Londra Sinistra e mettono a punto un piano per salvarli: sfruttando la tecnologia stealth di Danger, Psylocke penetra nel castello mentre Magneto e Tempestano tengono occupate le forze militari. Tuttavia il piano fallisce all'arrivo di una Madelyne che prende il controllo di Magneto obbligandolo a scontrarsi con Psylocke. La ragazza riesce a metterlo k.o. ma il piano è ormai stato scoperto e solo la strategia di fuga di Danger permettere a loro quattro di fuggire mentre Emma si mette in contatto con la Fenice convincendola a tornare da loro. Distrutte le Madelyne, il fuoco della Fenice si abbatte su Sinistro, incenerendolo.
Durante la battaglia finale, Ciclope ed Emma cenano tranquillamente sul piano psichico gustando i ricordi dei vari uomini che la donna ha ucciso perché rei di aver fatto del male ai mutanti. In questa occasione Emma confida all'amato di aver avuto una relazione telepatica con Namor e quindi di averlo tradito; sulla spiaggia di Utopia, un infuriato Ciclope l'abbatte e si impossessa della sua porzione di Fenice. In Siberia, intanto, i fratelli Rasputin sfuggono alla cattura dei Vendicatori: Magik rivela al fratello di averlo manipolato affinché accettasse il potere di Cyttorak cosicché anche lui potesse avere l'anima corrotta e capire cosa si provi ad essere dannati. Infuriato con la sorella, che ormai considera impazzita, Colosso attinge al potere del Fenomeno e le si scaglia contro mancando però il bersaglio. Prima di sparire, Magik gli confida che il rimorso è l'ultimo dei suoi doni.
Ciclope, nel pieno della battaglia finale, ricorda gli avvenimenti più importanti della sua vita dal primo incontro con Jean al suo tradimento con Emma, dai ripetuti scontri fisici con Wolverine ai dibattiti con Bestia, finché la sua coscienza espansa non entra in contatto con la Stanza Incandescente da cui la voce familiare di Jean lo insulta e poi elogia il nome della scuola di Logan. Scivolato nell'oblio dopo lo scontro con Hope e Scarlet, si risveglia in manette e subisce la predica di Bestia su come abbia rinfocolato l'odio degli umani verso i nuovi mutanti. Sorpreso dal suo commento, Ciclope afferma che se il risultato delle sue azioni è servito a far nascere altri mutanti non esiterebbe a rifarlo.

### Wolverine and the X-Men
Giunto alla Jean Grey School contemporaneamente al suono dell'allarme che avvisa dell'arrivo della Fenice, Cap chiede a Bestia e Wolverine di aiutarlo a salvare il mondo anche mettendosi contro gli altri X-Men. Mentre sia Marvel Girl che Kid Omega soffrono un crollo telepatico non appena avvertono la presenza della Fenice ai margini del sistema solare, Wolverine convoca una riunione con lo staff prima di partire assieme ai Vendicatori spiegando che la sua decisione è motivata dalla responsabilità di proteggere la scuola e gli studenti. Nella capitale dell'impero Shi'ar, Gladiatore invia il Commando della morte ad uccidere il possibile ospite della Fenice prima di partire anch'egli alla volta della Terra. L'arrivo di Ciclope, accompagnato da Emma e Magik, alla JGS con l'intenzione di parlare a quattrocchi con Wolverine circa le sue alleanze durante la guerra viene inframezzata dalla presa di coscienza di Angelo di essere un mutante e non un vero angelo. Al termine del colloquio, in cui Wolverine ribadisce il suo essere un X-Man a dispetto della sua alleanza con i Vendicatori, Marvel Girl, Uomo Ghiaccio, Gambit, Chamber e Angelo passano dalla parte di Ciclope convinti che la sua visione della situazione sia la migliore pur promettendogli di tornare alla scuola appena terminerà il conflitto.
In volo per raggiungere la base A.I.M. il jet su cui viaggiano Wolverine e Hope si schianta al suolo dopo essere stato colpito dal Commando della morte. Senza dar loro respiro i vari membri si avvicendano contro i due fino a quando il Warksrull non trafigge la ragazza facendo sì che il fuoco della Fenice prenda il sopravvento carbonizzando gli Shi'ar. Mentre al Monte Wundagore lo scontro fra Uomo Ghiaccio e Hulk Rosso termina bruscamente con l'entrata in scena di Kid Gladiator (che precedentemente aveva abbandonato l'astronave con cui la guardia del corpo Warbird lo stava allontanando dalla Terra), sul vialetto della JGS atterra Gladiatore invocando a gran voce la restituzione del figlio. Tuttavia scoprendo che risiede ad Utopia, lancia un attacco su più fronti contro l'isola e i suoi abitanti cercando nello stesso tempo di uccidere gli avatar della Fenice. Durante lo scontro la guerriera Warbird ricorda la sua infanzia a Chandilar e gli avvenimenti che l'hanno portata ad arruolarsi nell'esercito imperiale finendo per essere assegnata come guardia del corpo al giovane Kid Gladiator e mentre nel presente fa di tutto per portarlo in salvo, all'esterno lo scontro termina con la vittoria dei Cinque che sconfiggono gli Shi'ar consentendo loro di ritirarsi alla JGS.
Utilizzando le sue abilità di Segugio, Marvel Girl rintraccia Wolverine, i Vendicatori e Hope in un bar a Chaparanga dove è inevitabile lo scontro con gli X-Men a suo seguito. Mentre lo scontro si inasprisce, e perfino Bestia attacca Uomo Ghiaccio, i nuovi poteri di Namor e l'aiuto di Kid Gladiator permettono la cattura di Quicksilver e Giant-Man. Benché trovata la ragazza, Rachel decide di non portarla con sé ad Utopia come da ordini di Ciclope, ma lasciarla andare ad inseguire la Fenice per compiere il suo destino.
Invitata a cena fuori da Colosso, Kitty sfrutta l'occasione per cercare di riportarlo sulla retta via ma quando rifiuta la sua proposta di matrimonio e gli rinfaccia di star schiacciando chiunque si opponga al progresso portato dai Cinque, la furia del russo si scatena e dopo averli teleportati alla JGS minaccia di raderla al suolo cosicché non gli rimanga nient'altro da preferirgli. Dopo aver sconfitto Krakoa e gli X-Men che tentavano di opporsi, distrutto buona parte del campus e quasi ferito Kitty, Colosso sembra tornare in sé e lascia la scuola isolandosi fra i ghiacci.
In previsione dello scontro finale con Ciclope, alla JGS si riunisce buona parte dei Vendicatori per mettere a punto un piano d'azione grazie anche al contributo di Broo, a cui Tony offre un tirocinio estivo. Uomo Ghiaccio, resosi conto del proprio errore ad appoggiare i Cinque chiede a Wolverine di riavere indietro il suo lavoro e i due finiscono per bere insieme poco prima che Kitty gli fa promettere di ritornare tutto intero così da poter finalmente uscire insieme. Mentre Husk e Toad fanno una romantica passeggiata fra le caverne sotterranee della scuola e i ragazzi di Utopia si ambientano nella scuola, Xavier e Marvel Girl puniscono le bravate di Quire candidandolo per il consiglio studentesco. Poco prima che Wolverine porti i suoi alla battaglia, Kitty e il resto dello staff annunciano ad Angelo di essere il primo diplomato della JGS.
Dalla prigione di Rykers Island dove è detenuto, Kade Kilgore ricorda le settimane precedenti in cui i Cinque della Fenice hanno fatto irruzione ad un'esposizione di Sentinelle che il Club infernale stava vendendo ai leader delle maggiori potenze mondiali. Durante la rivolta che scatena per poter fuggire, gli ritornano alla mente i momenti in cui suo padre gli confidava di averne ucciso la madre dopo che questa intendeva divorziare da lui e la prima visita al Club in cui ha palesato l'intenzione di prendere il posto del genitore agli altri membri. Riunitosi ai suoi compagni, Kade parte alla volta di Salem Center in cui intende stabilirsi.
Durante gli ultimi momenti dello scontro fra Vendicatori e X-Men contro Ciclope, Kitty, dopo aver licenziato Husk per la sua mancanza di autorità durante le lezioni, decide di dare un ballo studentesco in modo da far vivere agli studenti i loro ultimi momenti insieme. Impensierito dallo strano comportamento di Idie, Broo si reca nella chiesa in cui la ragazza va a pregare quasi ogni sera scoprendo che il prete invece di offrirle conforto la spinge a comportarsi sempre più impulsivamente poiché già dannata. Furioso, gli strappa la testa con un morso rendendosi poi conto che si tratta di un androide che, gli spiega Kade Kilgore apparso dal nulla, è stato costruito dal Club infernale. Mentre nei tunnel dei Morlocks sotto la scuola, Glob Herman s'incontra con il Re e la Regina Bianca del Club come informatore, alla chiesa Kade spara a Broo alla testa, uccidendolo apparentemente.

### X-Men: Legacy
Nella sala professori della JGS, Marvel Girl fa il punto della situazione invitando gli altri a prendere posizione nel conflitto e mostrandosi delusa quando quasi tutti scelgono di rimanere neutrali. La tranquilla routine scolastica viene però interrotta dall'arrivo di She-Hulk, Falcon e Moon Knight inviati da Cap per impedire che altri X-Men si uniscano al conflitto e dopo un iniziale battibecco verbale viene deciso che i tre debbano rimanere ad una distanza di cento metri dall'edificio principale. Irritata dalla loro presenza e decisa a tenerli d'occhio, Frenzy si reca al Quinjet e assieme a Moon Knight cominciano a riportare a galla i rispettivi passati fino a quando il secondo non la aggredisce dandole motivo di contrattaccare e iniziare una piccola lotta che finisce per coinvolgere anche gli studenti. Nella mischia She-Hulk finisce per colpire un ragazzo scatenando la rabbia di Rogue che le assorbe i poteri e solo l'intervento di un'armatura di Iron Man pilotata a distanza riesce a separare le due che vengono però assistite dai rispettivi compagni di squadra. Liberatosi di Gambit, Moon Knight trasferisce la sua sindrome da personalità multipla a Rogue che viene tempestata da voci interiori finché Kitty Pryde non la rassicura che dentro la sua testa c'è solo lei; ripreso il controllo e venuta a conoscenza che l'armatura è vuota, Rogue la distrugge e dopo aver ribadito di essere una X-Man decide di partire anche lei per unirsi alla guerra a fianco di Ciclope.
Ordinatole di sedare le rivolte in Narobia, nate dal vuoto di potere lasciato dai signori della guerra dopo il bando alla guerra emanato dai Cinque, Frenzy atterra in un villaggio giusto in tempo per fermare la mano di un marito violento contro la sua moglie-bambina. Spezzatigli i polsi, si ferma con la ragazza giusto il tempo affinché l'uomo corra nella giungla minacciando di far intervenire i mercenari. Visto lo sguardo depresso della ragazza, decide di portarla con sé come guida facendo così affiorare i ricordi di quando il padre la picchiava finché non si manifestarono i suoi poteri e accidentalmente lo uccise prima di fuggire di casa. Rintracciati i mercenari, solo lo sguardo terrorizzato della ragazza alla vista della sua violenta rappresaglia su di loro le ferma la mano. All'arrivo delle Naiadi con il compito di cancellare i brutti ricordi degli abitanti, Frenzy chiede loro di disubbidire all'ordine di Ciclope, prendendosene la responsabilità, convinta che anche le brutte esperienze rendano le persone del villaggio quello che sono.
Risposto ad una richiesta di soccorso, Rogue viene colta di sorpresa dall'incontro con Ms. Marvel che cerca in tutti i modi di parlarle per farle ritirare il suo appoggio a Ciclope. Convinta che sia solo una questione di tempo prima che i Cinque dimentichino la loro umanità, assumendo un ferreo controllo del pianeta, Ms. Marvel abbassa le sue difese giusto il tempo necessario affinché Rogue la catturi sfruttando i poteri di Uomo Ghiaccio. Avvertita Magik, il trio si teleporta alla nuova prigione, che la russa ha creato in una delle montagne della sua patria spostando un pezzo di Limbo, dedicata ad ospitare i Vendicatori catturati non con sbarre bensì con creature del regno demoniaco e illusioni terrificanti. Disgustata da ciò che vede, e approfittando dell'assenza di Magik impegnata coi Cinque, Rogue decide di liberare Ms. Marvel e tentare la fuga ma le varie schiere di demoni impediscono loro di uscire fino all'arrivo della russa che rivela alla X-Man che si è trattato di una messinscena. Infuriata, Rogue la accusa di esser uscita di senno e per punirla Magik la esilia su un altro mondo, lasciandola nel mezzo di una guerra fra le popolazioni indigene.

## Altre versioni

### What If? AVX
Lontano nello spazio i Guardiani della Galassia vengono inceneriti dalla forza Fenice diretta sulla Terra, mentre i Vendicatori venuti a conoscenza della minaccia si dividono in due squadre: la prima composta da Pantera Nera, Thor, Ms. Marvel, Nova e Visione si dirige ad affrontare l'entità mentre la seconda guidata da Cap porta l'elivelivolo dello S.H.I.E.L.D. sulle coste di Utopia. Deciso ad eliminare Hope, nella seguente colluttazione con Namor, Wolverine finisce per trafiggere coi suoi artigli Tempesta dando così modo a Magneto di far esplodere l'elivelivo uccidendo quasi tutti i Vendicatori a bordo. Entrambi i fronti piangono i propri morti e, contemporaneamente, nello spazio la squadra di Thor viene facilmente superata dalla Fenice che giunge sulla Luna dove incontra Hope, portata lì da Magneto e Emma perché convinti di fare la cosa giusta. Poco dopo essere diventata l'ospite dell'entità, Hope comincia ad essere influenzata da Magneto, tanto che si sbarazza della X-Man frantumando la sua forma diamantina dopo che aveva telepaticamente avvertito i Vendicatori di stare in guardia contro la sua instabilità. Infastiditi dalle intromissioni degli eroi, Hope e Magneto scaricano sulla Terra una pioggia di meteore e satelliti distrutti causando catastrofi naturali e incapacitando le comunicazioni. Unitisi per un'ultima battaglia, X-Men e Vendicatori si fanno strada tra le fiamme che stanno consumando il pianeta fino a raggiungere i due, lasciando molti di loro sul campo. Tuttavia Hope, incapace di controllare la forza Fenice, viene uccisa da Magneto che l'assorbe interamente completando l'opera di distruzione prima di venire fermato da Wolverine che gli conficca gli artigli nel cranio, dopo che Xavier e Hulk lo arrestano per qualche minuto sul piano psicofisico. Avvolto da un'abbagliante luce, Wolverine viene accolto da una risorta Jean Grey che gli spiega di come il potere originale della Fenice permetta la rinascita dopo la morte: i due, unici superstiti dell'umanità, si baciano su una Terra ricreata e in pace all'alba di un nuovo giorno.

## Contributi
| Sceneggiatori | Disegnatori                                                                              |
| - Jason Aaron (nn. 2, 9, 12) - Brian Michael Bendis (nn. 1, 8, 11) - Ed Brubaker (nn. 3, 10) - Jonathan Hickman (nn. 4, 6) - Matt Fraction (nn. 5, 7) | - Olivier Coipel (nn. 6-7, 11) - Adam Kubert (nn. 8-10, 12) - John Romita, Jr. (nn. 1-5) |

## Pubblicazione
- Capitoli 1-2
  - Avengers vs. X-Men n. 1-2 (aprile 2012, in USA)
  - Marvel Miniserie n. 129 (novembre 2012, in Italia)
- Capitoli 3-4
  - Avengers vs. X-Men n. 3-4 (maggio 2012, in USA)
  - Marvel Miniserie n. 130 (dicembre 2012, in Italia)
- Capitoli 5-6
  - Avengers vs. X-Men n. 5-6 (giugno 2012, in USA)
  - Marvel Miniserie n. 131 (gennaio 2013, in Italia)
- Capitoli 7-8
  - Avengers vs. X-Men n. 7-8 (luglio 2012, in USA)
  - Marvel Miniserie n. 132 (febbraio 2013, in Italia)
- Capitoli 9-10
  - Avengers vs. X-Men n. 9-10 (agosto 2012, in USA)
  - Marvel Miniserie n. 133 (marzo 2013, in Italia)
- Capitoli 11-12
  - Avengers vs. X-Men n. 11 (settembre 2012, in USA)
  - Avengers vs. X-Men n. 12 (ottobre 2012, in USA)
  - Marvel Miniserie n. 134 (aprile 2013, in Italia)

### Tie-in
- Aprile 2012
  - AVX: VS n. 1
  - Avengers vs. X-Men: Infinite n. 1
  - Avengers n. 25
  - New Avengers nn. 24-25
  - Secret Avengers n. 26
  - Uncanny X-Men n. 11
  - Wolverine and the X-Men n. 9
- Maggio 2012
  - AVX: VS n. 2
  - Avengers n. 26
  - Avengers Academy nn. 29-30
  - New Avengers n. 26
  - Secret Avengers n. 27
  - Uncanny X-Men n. 12
  - Wolverine and the X-Men nn. 10-11
  - X-Men: Legacy nn. 266-267
- Giugno 2012
  - AVX: VS n. 3
  - Avengers vs. X-Men: Infinite n. 6
  - Avengers n. 27
  - Avengers Academy nn. 31-32
  - New Avengers n. 27
  - Secret Avengers n. 28
  - Uncanny X-Men nn. 13-14
  - Wolverine and the X-Men n. 12
  - X-Men: Legacy nn. 268-269
- Luglio 2012
  - AVX: VS n. 4
  - Avengers n. 28
  - Avengers Academy n. 33
  - New Avengers n. 28
  - Uncanny X-Men nn. 15-16
  - Wolverine and the X-Men nn. 13-14
  - X-Men: Legacy n. 270
- Agosto 2012
  - AVX: VS n. 5
  - Avengers vs. X-Men: Infinite n. 10
  - Avengers n. 29
  - New Avengers n. 29
  - Uncanny X-Men n. 17
  - Wolverine and the X-Men n. 15
- Settembre 2012
  - Avengers n. 30
  - New Avengers n. 30
  - Uncanny X-Men n. 18
  - Wolverine and the X-Men n. 16
- Ottobre 2012
  - AVX: VS n. 6
  - AVX: Consequences nn. 1-4
  - Uncanny X-Men n. 19
  - Wolverine and the X-Men n. 18
- Novembre 2012
  - AVX: Consequences n. 5